# I'm a Gummy Bear (The Gummy Bear Song)
I'm a Gummy Bear (The Gummy Bear Song) (Nederlands: Ik ben een gummibeer) is een novelty danslied van Gummibär, verwijzend naar het gummibeertje, een soort beervormig snoepje van oorsprong uit Duitsland. Het is geschreven door de Duitse componist Christian Schneider en uitgebracht door het label Gummybear International. Het nummer werd voor het eerst uitgebracht in Hongarije, waar het acht maanden als nummer 1 op de beltonen-lijst stond.
Vervolgens werd het wereldwijd als internetmeme, grotendeels vanwege de bijbehorende video's op YouTube en MySpace. Sindsdien is het uitgebracht in ten minste vijfentwintig talen en heeft het wereldwijd meer dan 1 miljard keer gespeeld. De Franse versie ("Funny Bear") is geschreven door Peter Kitsch.
Wanneer het nummer klaar voor gebruik was als beltoon, merkte een criticus op: he's the ultimate cross-platform, cross-cultural phenomenon YouTube was designed to unleash. Het is te horen op zijn debuutalbum I Am Your Gummy Bear, uitgebracht in 2007. Sinds de release van het nummer zijn veel nummers, waaronder een cover van Blue (Da ba dee), uitgebracht door Gummibär.